# 25. Armee (Japanisches Kaiserreich)
Die 25. Armee (jap. 第25軍, Dai-nijūgo-gun) war von 1941 bis 1945 ein Großverband des Kaiserlich Japanischen Heeres. Der Tsūshōgō-Code (militärischer Tarnname) der 25. Armee war Reichtum (富, Tomi).

## Geschichte
Die 25. Armee wurde am 5. Juli 1941 unter dem Kommando von Generalleutnant Iida Shōjirō aufgestellt und unterstand der Südarmee, die mit den Angriffsoperationen im Dezember 1941, Anfang 1942 betraut war. Hauptaufgabe nach Gründung der Armee war die Besetzung der Malaiischen Halbinsel und nach dem erfolgreichen Abschluss dieser Aufgabe die Eroberung der britischen Stadt Singapur, die Teil der Kronkolonie Straits Settlements war. Um dieses Ziel zu erreichen, war die 25. Armee mit der kampferprobten und für japanische Verhältnisse stark motorisierten 5. Division, der Garde-Division (mechanisierte Division), der 18. und 56. Division ausgestattet und umfasste 125.408 Mann, 2.995 Fahrzeuge (davon 159 Panzer) und 10.442 Pferde. Am 6. November 1941 wurde Iida durch Generalleutnant Yamashita Tomoyuki abgelöst.

### Invasion der Malaiischen Halbinsel

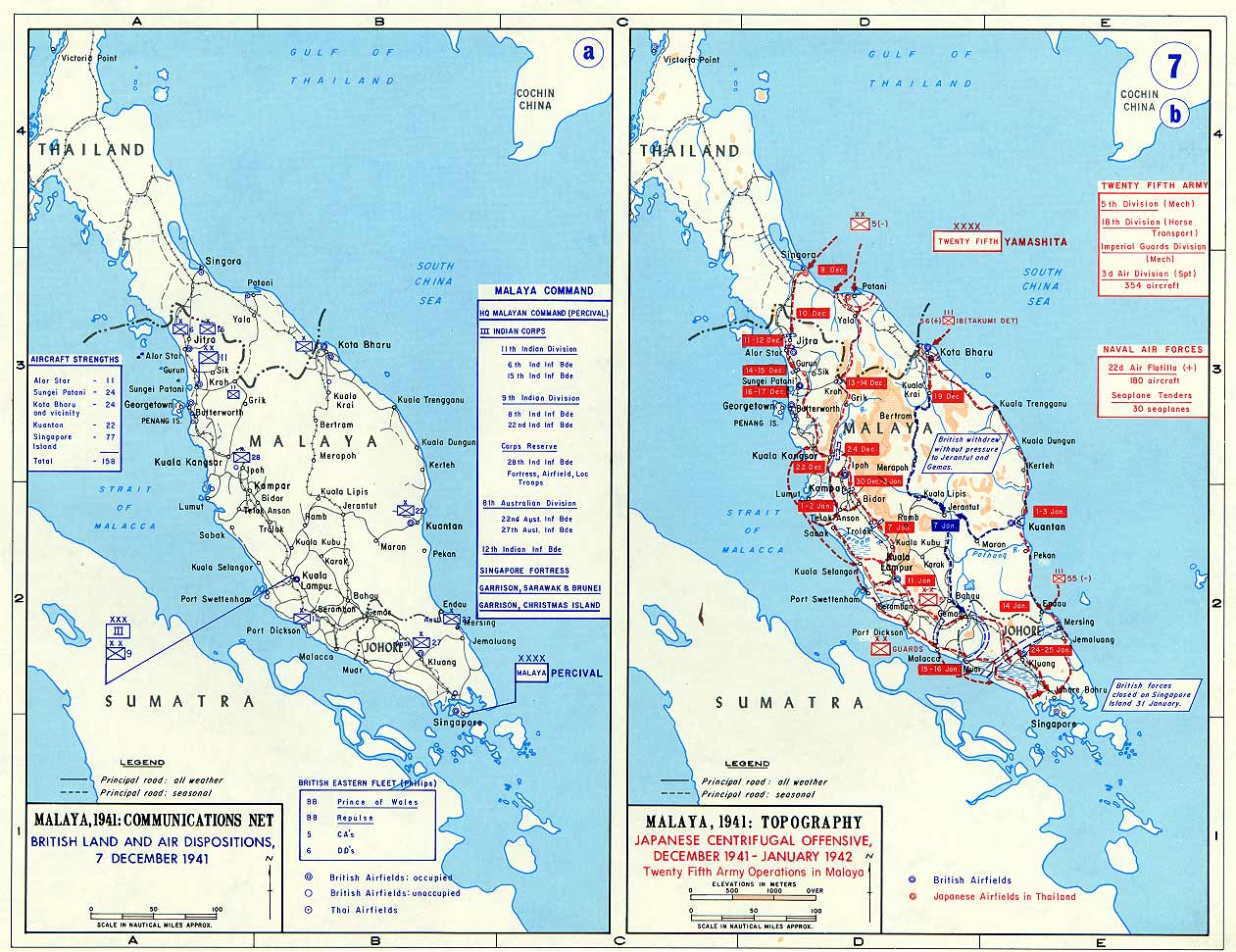
Links: Die alliierte Kommunikationsstruktur
Rechts: Der japanische Vormarsch Richtung Süden auf Singapur

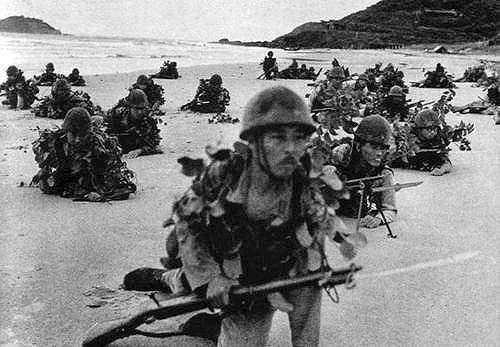
Anlandung der 5. Division während der Invasion Malayas.

Am 4. Dezember 1941, zwei Tage vor dem Angriff auf Pearl Harbor, verließ ein Konvoi Truppentransporter mit Geleitschutz Hainan mit Ziel Thailands Südostküste. Um bessere logistische Unterstützung für seine Truppen zu gewährleisten, verzichtete Yamashita auf den Einsatz der 56. Division. Die 5. und 18. Division hatten eine erweiterte Ausbildung für amphibische Operationen erhalten und bildeten die ersten Einheiten, die an Land gingen.
Am 8. Dezember erfolgten erfolgreiche Landungen durch beide Divisionen bei Kota Bharu und Pattani. Nach kurzen Gefechten mit thailändischer Polizei bei Patani und einem vereinbarten Waffenstillstand mit Thailands Regierung stieß die 25. Armee umgehend nach Süden vor. In der Schlacht von Jitra (11. Dezember) konnte die 5. Division die 11th Indian Infantry Division entscheidend schlagen, wobei die indische Einheit fast 2000 Mann verlor. Viele der sich ergebenen indischen Soldaten wurden von japanischen Soldaten getötet. In den Schlachten von Kampar (29. Dezember – 3. Januar), Slim River (7. Januar 1942) und Muar (14.–22. Januar 1942) wurden die britisch/indisch/australischen Streitkräfte erneut entscheidend geschlagen und mussten sich nach Johore zurückziehen. Für den 400 km langen Vorstoßes durch die malaiische Halbinsel durch Regionen mit dichter Vegetation und dutzenden von Gewässern benötigten die japanischen Truppen nur 55 Tage. Zurückzuführen war dies größtenteils auf die zahlreiche Verwendung von Fahrrädern sowie dem verstärkten Einsatz von Brückenpionieren, die Flüsse und Bäche nicht nur für die Infanterie passierbar machten, sondern auch für Panzer (sehr zum Erstaunen der britischen Armeeführung).
Am 31. Januar stießen Vorhuten der 25. Armee bis zur Straße von Johor vor, an dessen anderem Ufer Pulau Ujong liegt, die Hauptinsel, auf der die Stadt Singapur liegt.

### Singapur
Am 4. Februar 1942 begann japanische Artillerie mit dem Beschuss der alliierten Stellungen rund um den von den sich zurückziehenden britischen Truppen zerstörten Johor–Singapore Causeway, der Singapur mit Malaya verbindet. Der Beschuss hielt bis zum 8. Februar an. Danach gingen die 5. und 18. Division westlich des Causeway's über die Johorestraße, während die Garde-Division östlich davon übersetzte. Bereits am 14. Februar erreichten die ersten japanischen Einheiten die Vororte Singapurs, woraufhin hin sich der britische Oberbefehlshabern, Generalleutnant Arthur Percival, am Folgetag zur Kapitulation entschloss.

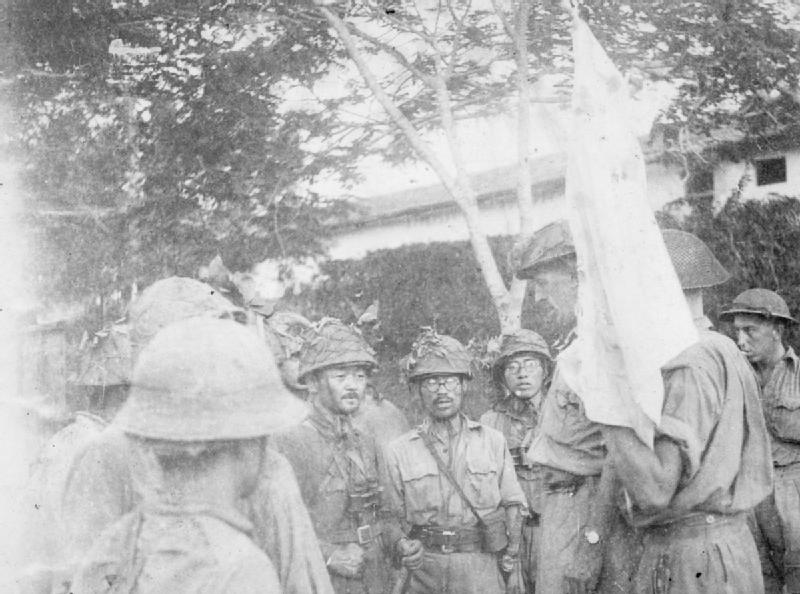
Generalleutnant Arthur Percival bei der Kapitulation von Singapur am 15. Februar 1942

85.000 Soldaten des Commonwealth gingen damit in Gefangenschaft. Zusammen mit den im malaiischen Feldzug verlorenen 50.000 Soldaten war dies die größte Niederlage einer von britischen Offizieren geführten Streitmacht. Der malaiische Feldzug inklusive der Eroberung Singapurs hatte 70 Tage gedauert.
Im Anschluss an die Eroberung Singapurs waren Einheiten der 25. Armee an Massakern an der chinesischen Bevölkerung beteiligt, bei denen Tausende getötet wurden. Generalleutnant Yamashita wurde nach Kriegsende dafür zur Rechenschaft gezogen und am 23. Februar 1946 auf den Philippinen gehängt.

### Sumatra
Im Anschluss an den erfolgreichen Malaya-Feldzug diente die 25. Armee hauptsächlich als Besatzungs- und Garnisonseinheit in Malaya und Sumatra. Am 22. März 1944 wurde sie der 7. Regionalarmee unterstellt und umfasste nur noch ca. 60.000 Mann.
Die 25. Armee wurde am 15. August 1945 vom Daihon’ei aufgelöst.

## Oberbefehlshaber

### Kommandeure
|    | Name                               | Von              | Bis              |
| -- | ---------------------------------- | ---------------- | ---------------- |
| 1. | Generalleutnant Iida Shōjirō       | 28. Juni 1941    | 6. November 1941 |
| 2. | Generalleutnant Yamashita Tomoyuki | 6. November 1941 | 1. Juli 1942     |
| 3. | Generalleutnant Saitō Yaheita      | 1. Juli 1942     | 8. April 1943    |
| 4. | Generalleutnant Tanabe Moritake    | 8. April 1943    | 15. April 1945   |

### Stabschefs
|    | Name                             | Von              | Bis              |
| -- | -------------------------------- | ---------------- | ---------------- |
| 1. | Generalleutnant Isayama Haruki   | 28. Juni 1941    | 6. November 1941 |
| 2. | Generalleutnant Suzuki Sōsaku    | 6. November 1941 | 7. Oktober 1942  |
| 3. | Generalleutnant Nichiōeda Yutaka | 7. Oktober 1942  | 14. Oktober 1944 |
| 4. | Generalmajor Yahagi Nakao        | 14. Oktober 1944 | 15. April 1945   |

## Untergeordnete Einheiten

### 1941
- 25. Armee-Stab
- Garde-Division
- 5. Division
- 18. Division
- 56. Division
- 3. Panzer-Brigade
  - 1. Panzer-Regiment (20× Typ 95 Ha-Gō, 37× Typ 97 Chi-Ha)
  - 6. Panzer-Regiment (20× Typ 95 Ha-Gō, 37× Typ 97 Chi-Ha)
  - 14. Panzer-Regiment (45× Typ 95 Ha-Gō)
- 3. Selbstständiges Gebirgsartillerie-Regiment
- 3. Schweres Feldartillerie-Regiment
- 18. Schweres Feldartillerie-Regiment
- 4. Selbstständiges Pionier-Regiment
- 15. Selbstständiges Pionier-Regiment
- 23. Selbstständiges Pionier-Regiment
- 7× Brückenpionier-Kompanien
- 3. Luft-Division
- 5. Luft-Division
- weitere kleinere Einheiten (Panzerabwehr, Flugabwehr, Mörsereinheiten, Lazarett-, Logistik-Einheiten etc.)

### 1944
- 25. Armee-Stab
- 2. Garde-Division
- 4. Division
- 25. Selbstständige Gemischte Brigade
- 26. Selbstständige Gemischte Brigade